# Малое Садовое
Ма́лое Садо́вое (до 1948 года Кучу́к-Сюре́нь; укр. Мале Садове, крымскотат. Küçük Süyren, Кучюк Сюйрен) — село в Бахчисарайском районе Республики Крым, в составе Куйбышевского сельского поселения (согласно административно-территориальному делению Украины — Куйбышевского поселкового совета Бахчисарайского района Автономной Республики Крым).

## Современное состояние
В Малом Садовом 6 улиц, по данным сельсовета, на 2009 год, после 2001 года к селу присоединили Большое Садовое и в объединённом селе в 170 дворах на площади 32 гектара числилось 670 жителей. Ранее входило в колхоз им. Ильича, работают библиотека, фельдшерско-акушерский пункт, есть магазин и АЗС. Село связано автобусным сообщением с Бахчисараем, Симферополем и Севастополем

## География
Малое Садовое расположено в центральной части района, в начале Второй Гряды Крымских гор, на правом берегу реки Бельбек, высота центра села над уровнем моря 129 м. Практически за домами возвышаются головокружительные скалы — село находится в створе Бельбекских ворот — грандиозного Бельбекского каньона, объявленного в 1975 году памятником природы общегосударственного значения. На другой стороне Бельбекской долины, на мысе Кулле-Бурун
(Башенный мыс), находится знаменитая Сюйренская крепость, а на соседнем мысу Ай-Тодор — пещерный монастырь Челтер-Коба, знаменитые исторические и туристические объекты. До Бахчисарая от села около 18 километров. Ближайшая железнодорожная станция — Сирень в 9 километрах. Село на 1,5 километра вытянулось вдоль автодорога 35К-020 Бахчисарай — Ялта (по украинской классификации — Т-0117), через Ай-Петри, по которой до Ялты 65 километров.

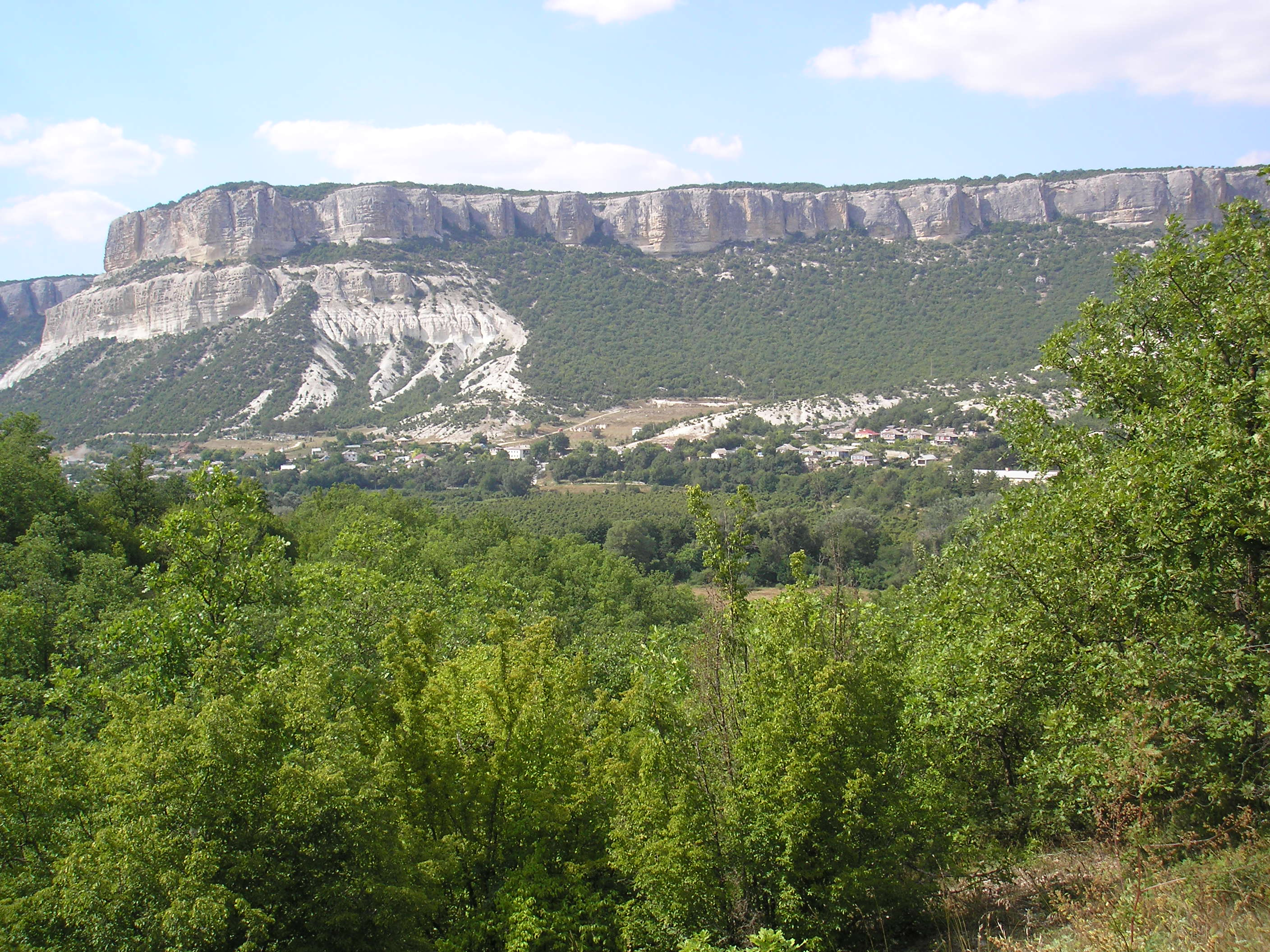

## Население
| 2001 | 2014 |
| ---- | ---- |
| 331  | ↗336 |

Всеукраинская перепись 2001 года показала следующее распределение по носителям языка:
| Язык             | Число жит. | Процент |
| ---------------- | ---------- | ------- |
| русский          | 269        | 81,27   |
| крымскотатарский | 44         | 13,29   |
| украинский       | 18         | 5,44    |

### Динамика численности
| - 1805 год — 68 чел. - 1864 год — 26 чел. - 1886 год — 64 чел. - 1887 год — 149 чел. - 1892 год — 110 чел. - 1902 год — 110 чел. - 1915 год — 108/80 чел. | - 1926 год — 97 чел. - 1939 год — 227 чел. - 1944 год — 286 чел. - 1989 год — 343 чел. - 2001 год — 331 чел. - 2014 год — 336 чел. |

## История
Историческое название Малосадового — Кучук-Сюрень (все другие варианты обоих названий также легитимны). Слово Сюйрен — скорее всего, производное от названия Сюйренской крепости, остатки которой находятся на мысе Куле-бурун возле села. Среди историков принято считать, что именно она упоминается в XVII веке Мартином Броневским в его Описании Татарии как Сциварин (Шиварин).

### МангупиПорта
В результате раскопок 1984—1986 года могильника на территории села и по подъемному материалу лежащего рядом сельского поселения получены материалы, позволяющие датировать его, как аланское селение 2-й половины VII—IX века. До 1475 года село было частью княжества Феодоро, входя, видимо, в вотчину владельцев Сциварина, а, возможно, принадлежало «пещерному» монастырю Св. Феодора (сейчас Челтер-Коба), устроенному на соседнем с Куле-Буруном мысу, который и сейчас называется Ай-Тодор (с греческого Святой Феодор).
После гибели в 1475 году Мангупского княжества, село было присоединено к Османской империи и вошло в состав Мангупского кадылыка санджака Кефе (до 1558 года, в 1558—1774 годах — эялета). Впервые селение Сюрен с населением в 63 семьи немусульманского вероисповедания упоминается в османском списке 1520 года среди подчинённых Мангупу населённых пунктов. Непонятно однако, какое именно село имелось в виду: Биюк-Сюйрен, Кючюк-Сюйрен или же оба села тогда считались одним. В 1542 году, по данным следующей переписи, в Сюйрене проживало 43 семьи и 33 взрослых холостяка (все немусульмане).
Написал о селе в своей Книге путешествий и турецкий путешественник Эвлия Челеби, который в 1667 году посетил «селение Сюрен». К тому времени население деревни, видимо, состояло уже из крымских татар, поскольку в Джизйе дефтера Лива-и Кефе (османской налоговой ведомости) 1652 года турецких подданных греков-христиан в деревне и сам Кучук-Сюйрен не упоминается. В «Османском реестре земельных владений Южного Крыма 1680-х годов» записан Кючюк Сюрен кадылыка Мангуб с разъяснением «В старые времена с этого селения собирался авариз. Крымские ханы построили дворец, посадили там султана и не дают возможности управления со стороны вали Кефе». После обретением ханством независимости по Кючук-Кайнарджийскому мирному договору 1774 года «повелительным актом» Шагин-Гирея 1775 года селение было включено в Крымское ханство в состав Бакчи-сарайского каймаканства Мангупскаго кадылыка.
.

### Новое время
В составленном в 1784 году Камеральном Описании Крыма на месте села упоминается Азамет Ага Кесек, то есть, частное владение Азамет Аги. После присоединения Крыма к России (8) 19 апреля 1783 года, (8) 19 февраля 1784 года, именным указом Екатерины II сенату, на территории бывшего Крымского Ханства была образована Таврическая область и деревня была приписана к Симферопольскому уезду. После Павловских реформ, с 1796 по 1802 год, входила в Акмечетский уезд Новороссийской губернии. По новому административному делению, после создания 8 (20) октября 1802 года Таврической губернии, Кучук-Сюрень был включён в состав Чоргунской волости Симферопольского уезда.
Проведённая перепись 1805 года, сведённая в Ведомость о всех селениях, в Симферопольском уезде состоящих… зафиксировала в селе 68 крымских татар в 12 домах на казённой земле. На военно-топографической карте генерал-майора Мухина 1817 года в селе Кучук сивренъ обозначено всего 10 дворов. После реформы волостного деления 1829 года Кучук Суирен, согласно «Ведомости о казённых волостях Таврической губернии 1829 года», включили в состав Дуванкойской волости (преобразованной из Чоргунской).
Видимо, вследствие эмиграции крымских татар в Турцию, деревня опустела и, если на карте 1835 года в деревне 12 дворов, то на карте 1842 года Кучук-Сюйрен обозначен условным знаком «малая деревня (менее 5 дворов)».
В 1860-х годах, после земской реформы Александра II, деревню приписали к Каралезской волости. Согласно материалам VIII ревизии, собранным в «Списке населённых мест Таврической губернии по состоянию на 1864 год», в Кучук-Сюйрень (которая помечена ещё как Боркой) — владельческой татарской деревне (с владельческими дачами) при реке Бельбеке, 5 дворов и 26 жителей. По обследованиям профессора А. Н. Козловского начала 1860-х годов, селение обеспечивалось водой из речки и многочисленных родников. На трёхверстовой карте 1865—1876 года записано 11 дворов. На 1886 год в деревне, согласно справочнику «Волости и важнѣйшія селенія Европейской Россіи», проживало 64 человека в 15 домохозяйствах, действовала мечеть. В «Памятной книге Таврической губернии 1889 года», составленной по результатам Х ревизии 1887 года, в деревне числилось 28 дворов и 149 жителей, а на карте
1889 года — 6 дворов с русским населением(видимо, разница из-за того, что на карте 2 отдельных деревни: Кучук-Сюрень и Кучук-Сюрень-Таш-Басты, а в Памятной книге деревня). Возможно, причина малонаселённости в том, что ещё с начала XIX века окрестные земли — 1 185 десятин — принадлежали генералу Н. А. Говорову и его наследникам.
После земской реформы 1890-х годов деревня осталась в составе преобразованной Каралезской волости. Согласно «…Памятной книжке Таврической губернии на 1892 год», в деревне Кучук-Сюйрень, входившей в Тебертинское сельское общество, числилось 110 жителей в 13 домохозяйствах. 10 домохозяев владели 23,5 десятинами земли, остальные были безземельные. По «…Памятной книжке Таврической губернии на 1902 год» в деревне Кучук-Сюйрень, входившей в Тебертинское сельское общество, числилось 110 жителей в 12 домохозяйствах. По Статистическому справочнику Таврической губернии. Ч.II-я. Статистический очерк, выпуск шестой Симферопольский уезд, 1915 год, в деревне Кучук-Сюрень (иначе Таш-Баксан) Каралезской волости Симферопольского уезда числилось 45 дворов со смешанным населением в количестве 108 человек приписных жителей и 80 — «посторонних». В общем владении было 20 десятин земли, все дворы с землёй. В хозяйствах имелось 47 лошадей, 39 коров и 30 телят и жеребят. С начала XX века участки в Бельбекской долине активно распродавились мелким владельцам, местности предрекали дачное будущее, но наступил 1917 год. В результате к 1924 году на противоположных берегах Бельбека существовало 2 деревни Кучук-Сюрень: на правом Русский, на левом — Татарский (иначе Таш-Басты).

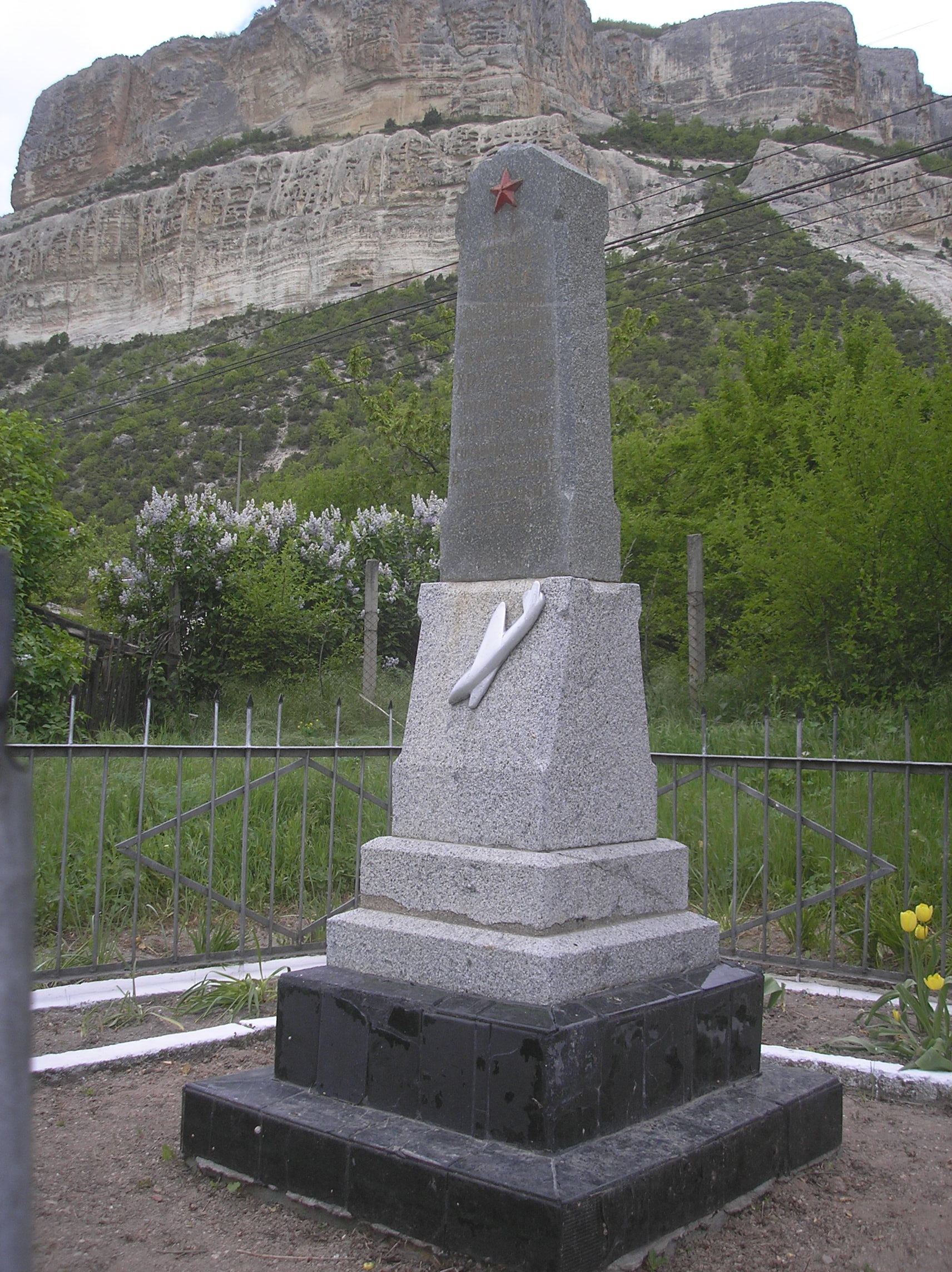
Памятник на могиле лётчика Н. Т. Хрусталёва.

После установления в Крыму Советской власти, по постановлению Крымревкома от 8 января 1921 года была упразднена волостная система и село вошло в состав Бахчисарайского района Симферопольского уезда (округа), а в 1922 году уезды получили название округов. 11 октября 1923 года, согласно постановлению ВЦИК, в административное деление Крымской АССР были внесены изменения, в результате которых был создан Бахчисарайский район и село включили в его состав. Согласно Списку населённых пунктов Крымской АССР по Всесоюзной переписи 17 декабря 1926 года, в селе Кучук-Сюрень (русский), Биюк-Сюреньского сельсовета Бахчисарайского района, числилось 18 дворов, из них 17 крестьянских, население составляло 97 человек (45 мужчин и 52 женщины). В национальном отношении учтено: 96 русских, 1 записан в графе «прочие». В 1935 году был создан новый Фотисальский район, в том же году (по просьбе жителей), переименованный Куйбышевский, которому переподчинили село. По данным всесоюзной переписи населения 1939 года в селе проживало 227 человек.
После освобождения Крыма согласно Постановлению ГКО № 5859 от 11 мая 1944 года состоялась депортация крымских татар. На май того года в селе учтено 286 жителей (40 семей), из них 254 русских и 32 человека крымских татар; было принято на учёт 5 домов спецпереселенцев. 12 августа 1944 года было принято постановление № ГОКО-6372с «О переселении колхозников в районы Крыма», по которому в район из сёл Украины переселялись 9000 колхозников. С 25 июня 1946 года Кучук-Сюрень в составе Крымской области РСФСР.
В 1948 году указом Президиума Верховного Совета РСФСР сёла разъединили и переименовали: левобережный Кучук-Сюрень стал деревней Большой Садовой, а правобережный — Малой Садовой Куйбышевского района. Впоследствии, с повышением статуса деревни до села, название изменили на Малое Садовое, хотя в официальных документах встречается и слитное написание. 26 апреля 1954 года Крымская область была передана из состава РСФСР в состав УССР. Время включения в состав Куйбышевского сельсовета пока не установлено: на 15 июня 1960 года село уже числилось в его составе. В декабре 1962 года Куйбышевский район согласно указу Президиума Верховного Совета УССР «Об укрупнении сельских районов Крымской области» от 30 декабря 1962 года ликвидировали, и село административно было переподчинено Бахчисарайскому району. По данным переписи 1989 года в селе проживало 343 человека. С 12 февраля 1991 года село в восстановленной Крымской АССР, 26 февраля 1992 года переименованной в Автономную Республику Крым. С 21 марта 2014 года в составе Крыма аннексировано Россией.
В селе Малом Садовом на месте гибели в ноябре 1941 года героя лётчика Н. Т. Хрусталёва установлен памятник — объект культурного наследия народов России регионального значения.  Объект культурного наследия народов РФ регионального значения. Рег. № 911710946050005 (ЕГРОКН).